# Девід Камерон
Де́від Ві́льям До́нальд Камерон, барон Камерон Чіппінг Нортонський (англ. David William Donald Cameron; нар. 9 жовтня 1966) — 75-й прем'єр-міністр Великої Британії (з 11 травня 2010 до 13 липня 2016), лідер Консервативної партії Великої Британії у 2005—2016 роках, член Парламенту по виборчому округу Вітні. 2010 року очолив коаліційний уряд з ліберальними демократами, ставши наймолодшим прем'єр-міністром країни за останні 198 років.
13 листопада 2023 року несподівано повернувся до уряду Великої Британії, ставши головою МЗС країни.

## Біографія
Девід Камерон народився в родині біржового маклера Іана Дональда Камерона і Мері Флер Маунт, дочки сера Вільяма Маунта, 2-го баронета. Камерон має шотландські корені, один з його предків був спорідненим з королем Вільгельмом IV Ганноверським. Навчався в Ітонському коледжі. У цей час на рік перервав своє навчання і прожив певний час у Гонконзі, перебував у Радянському Союзі, де за його зізнанням КДБ намагався завербувати його.
Навчання продовжив у Брейсноуз коледжі Оксфордського університету, який закінчив зі ступенем бакалавра в галузі політології, філософії та економіки. У студентські роки вживав алкоголь і легкі наркотики, такі як марихуана. Освіту закінчив з відзнакою у 1988 році, потім працював протягом чотирьох років у науково-дослідному відділі Консервативної партії. Після виборів 1992 року став спеціальним радником уряду, спочатку у відділі Казначейства, а потім у Міністерстві внутрішніх справ. У 1994–2001 роках був директором корпоративних зв'язків медійної Carlton Communications.

## Політичне життя
Перша спроба потрапити в Палату громад парламенту Камерон зробив ще у 1997 році, але не набрав необхідної кількості голосів. У 2001 році, нарешті переміг і потрапив до парламенту, вигравши вибори у виборчому окрузі Вітні. Відразу ж після виборів став членом парламентського комітету з внутрішніх справ. У 2003 році був призначений заступником голови Консервативної партії. Рік потому, став основним доповідачем консерваторів з питань місцевого самоврядування. Пізніше був призначений міністром освіти тіньового кабінету опозиції.
Після поразки консерваторів на наступних виборах у травні 2005 року Камерон заявив про намір балотуватися на посаду голови Консервативної партії. У першому турі виборів голови партії, який відбувся 18 жовтня, Камерон, несподівано для багатьох отримав друге місце і 56 голосів проти Девіда Дейвіса, який мав 62 голоси. Однак вже у другому турі 20 жовтня Камерон отримав 78 % голосів і став головою Консервативної партії. Офіційним лідером парламентської опозиції був призначений 6 грудня 2005 року.
Після виборів, Камерон запровадив деякі зміни у політику Консервативної партії — почав робити більший акцент на «соціальну відповідальність», активну співпрацю приватних осіб, компаній та місцевої влади. Також виступав за обмеження фінансування політичних партій із приватних джерел.

## Прем'єр-міністр
Під час парламентських виборів 2010 року консерватори під головуванням Камерона отримали велику кількість місць у парламенті — 306, однак для формування більшості не вистачило 20 голосів і вони були вимушені увійти у коаліцію з Ліберальними демократами і сформувати уряд, в якому Девід Камерон став прем'єр міністром.
Велика Британія та Євросоюз
25 жовтня 2014 року Камерон відмовився збільшувати британський внесок у бюджет Євросоюзу, який просив додатково виділити 2,1 мільярда євро. На думку Камерона, ЄС повинен дати владі Англії більше прав в галузі контролю над власним кордоном, в тому числі обмежити міграційний потік з інших країн, що належать до складу ЄС. На 2017 рік у Великій Британії планується референдум, на який буде внесено питання членства країни у Євросоюзі. Він називає це одним з головних пунктів програми своєї партії консерваторів. Водночас Камерон заявив, що Велика Британія готова залишитись в ЄС при умові реформування даного союзу .
У лютому 2016 року Девід Камерон під час 40 годинних переговорів із ЄС домовився про особливий статус Великої Британії в Євросоюзі і про те, що його країна зможе не виплачувати повністю виплати мігрантам з інших країн ЄС протягом наступних семи років.
Але вже у червні 2016 року пройшов референдум про вихід Британії із ЄС, 51,9 % учасників якого проголосували за вихід.

### Війна в Україні
5 червня 2014 року Камерон на зустрічі відмовився потиснути руку Путіну. На думку Камерона, найкращим варіантом підтримки України з боку Євросоюзу буде запровадження нових санкцій проти Росії. Він не вважає, що озброїти українські урядові війська було б правильним підходом.

«Найкраще, що ми можемо зробити для допомоги України — це вибудувати коаліцію у Європі та Америці для жорстких санкцій, щоб продемонструвати Росії, що відносини з рештою світу докорінно міняються».

17 жовтня після міланського саміту Камерон заявив, що, якщо Росія не виведе з України свої війська, Євросоюз буде готовий зберегти санкції та продовжувати тиск на Росію.
24 лютого 2015 року Камерон анонсував відправку в Україну англійських військових інструкторів.

### Напад
28 жовтня 2014 року у британському Лідсі біля міської ратуші на Камерона напав місцевий житель, коли прем'єр виступав зі звітом про запуск нового залізничного сполучення між Лідсом і Манчестером. Порушник пробився до прем'єра з протилежного боку дороги, проскочивши одного з охоронців. Винуватець був схоплений охороною, але через деякий час був відпущений.

### Наслідки референдуму
24 червня 2016 року Прем'єр-міністр Великої Британії Девід Кемерон повідомив, що піде у відставку після референдуму про вихід Великої Британії з ЄС.
13 липня королева Єлизавета II прийняла відставку Девіда Камерона.

## Міністр закордонних справ
13 листопада 2023 року колишній британський прем'єр-міністр був призначений новим головою МЗС. Кемерону надали шляхетний титул довічного перства, щоб він міг обійняти посаду у Кабінеті міністрів. У Британії володарям довічного перства надається титул барона і право на місце в Палаті лордів, якщо вони мають відповідний вік та громадянство. Офіс Сунака повідомив у понеділок, що король Чарльз III схвалив надання Кемерону місця у Палаті лордів, дозволяючи йому повернутися до уряду, незважаючи на те, що він не був обраним членом парламенту.

## Факти
- 2015 року Камерон розповів, що президент США Барак Обама іноді називає його «братан»[25].